# Muharem Husković
 (août 2025).
Muharem Husković, né le 5 mars 2003 en Autriche, est un footballeur autrichien qui évolue au poste d'avant-centre à l'Austria Vienne.

## Biographie

### En club
Né en Autriche, Muharem Husković commence le football au Kremser SC avant d'être formé par l'un des clubs de la capitale, l'Austria Vienne. Le 23 septembre 2020, alors âgé de 17 ans, il signe son premier contrat professionnel avec les Veilchen. 
Il participe à son premier match en équipe première le 26 janvier 2021, lors d'une rencontre de première division autrichienne face au FC Admira Wacker Mödling. Il entre en jeu à la place de Manprit Sarkaria (en) et l'Austria s'impose par un but à zéro ce jour-là.
Husković inscrit son premier but le 31 octobre 2021, lors d'une rencontre de championnat face au WSG Tirol. Entré en jeu à la place d'Eric Martel, il marque le but égalisateur qui permet à son équipe de faire match nul (1-1 score final). Titularisé le 28 novembre 2021, le jeune attaquant se distingue en marquant un nouveau but face au SK Sturm Graz, en championnat. Il contribue ainsi à la victoire des siens (2-1 score final),. 
Le 17 janvier 2022, Husković prolonge son contrat avec l'Austria Vienne. Il est alors lié au club jusqu'en juin 2025.

### En sélection
Le 12 novembre 2021, Muharem Husković joue son premier match avec l'équipe d'Autriche espoirs, face à l'Azerbaïdjan. Il entre en jeu à la place de Romano Schmid, et se fait remarquer en provoquant un penalty en faveur de son équipe, avant d'adresser une passe décisive pour Romano Schmid. Il participe ainsi à la victoire de son équipe (0-3 score final).